# Bistum Sioux City
Das in den USA gelegene Bistum Sioux City (lat.: Dioecesis Siopolitanus) ist eine Diözese der römisch-katholischen Kirche. Es wurde am 15. Januar 1902 aus dem Erzbistum Dubuque ausgegliedert. Es untersteht diesem heute als Suffraganbistum.
Am 10. November 2005 ernannte Papst Benedikt XVI. den bisherigen Generalvikar der Erzdiözese Denver, Ralph Walker Nickless, zum Bischof von Sioux City.

## Bischöfe
1. Philip Joseph Garrigan (1902–1919)
2. Edmond Heelan (1920–1948)
3. Maximilian Mueller (1948–1970)
4. Frank Henry Greteman (1970–1983)
5. Lawrence Donald Soens (1983–1998)
6. Daniel DiNardo (1998–2004) (dann Koadjutorbischof von Galveston-Houston)
7. Ralph Walker Nickless (2005–2025)
8. John Keehner (seit 2025)

## Weblinks

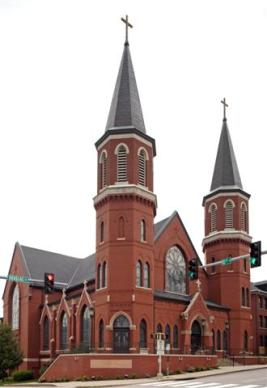
Kathedrale: Epiphany in Sioux City